# Torre de La Atalaya
La torre de La Atalaya situada en el cerro del mismo nombre en el término municipal de Onda (Provincia de Castellón, España) corresponde a una torre de vigilancia de época musulmana, aunque algunos la atribuyen al periodo romano.
Se sitúa en la cima de una colina de pronunciada pendiente perteneciente a la Pedriza, sobre el cauce del río Mijares y está visualmente comunicada con el Castillo.
La torre es cilíndrica y presenta una altura de aproximadamente 5 metros, formada por bloques de piedra con argamasa.
Esta torre tuvo la función de vigía y custodia del camino de herradura, presumible vía romana, que discurría a sus pies, a través de las montañas de la Pedriza.
Se encuentra bajo la protección de la Declaración genérica del Decreto de 22 de abril de 1949, y la Ley 16/1985 sobre el Patrimonio Histórico Español, catalogándose en la actualidad como Bien de interés cultural, con código 12.06.084-005 de la Dirección General de patrimonio Artístico de la Generalidad Valenciana.